# グレン・アダムス
グレン・アダムス（Glen Adams、1945年11月27日 - 2010年12月17日）は、ジャマイカのキーボード奏者、作曲家。キングストン出身。
1970年代にニューヨークのブルックリンを中心にアップセッターズやヒッピー・ボーイズなどのグループで活動していた。2010年12月17日、西インド諸島大学付属病院で亡くなっている。